# Rigets flag

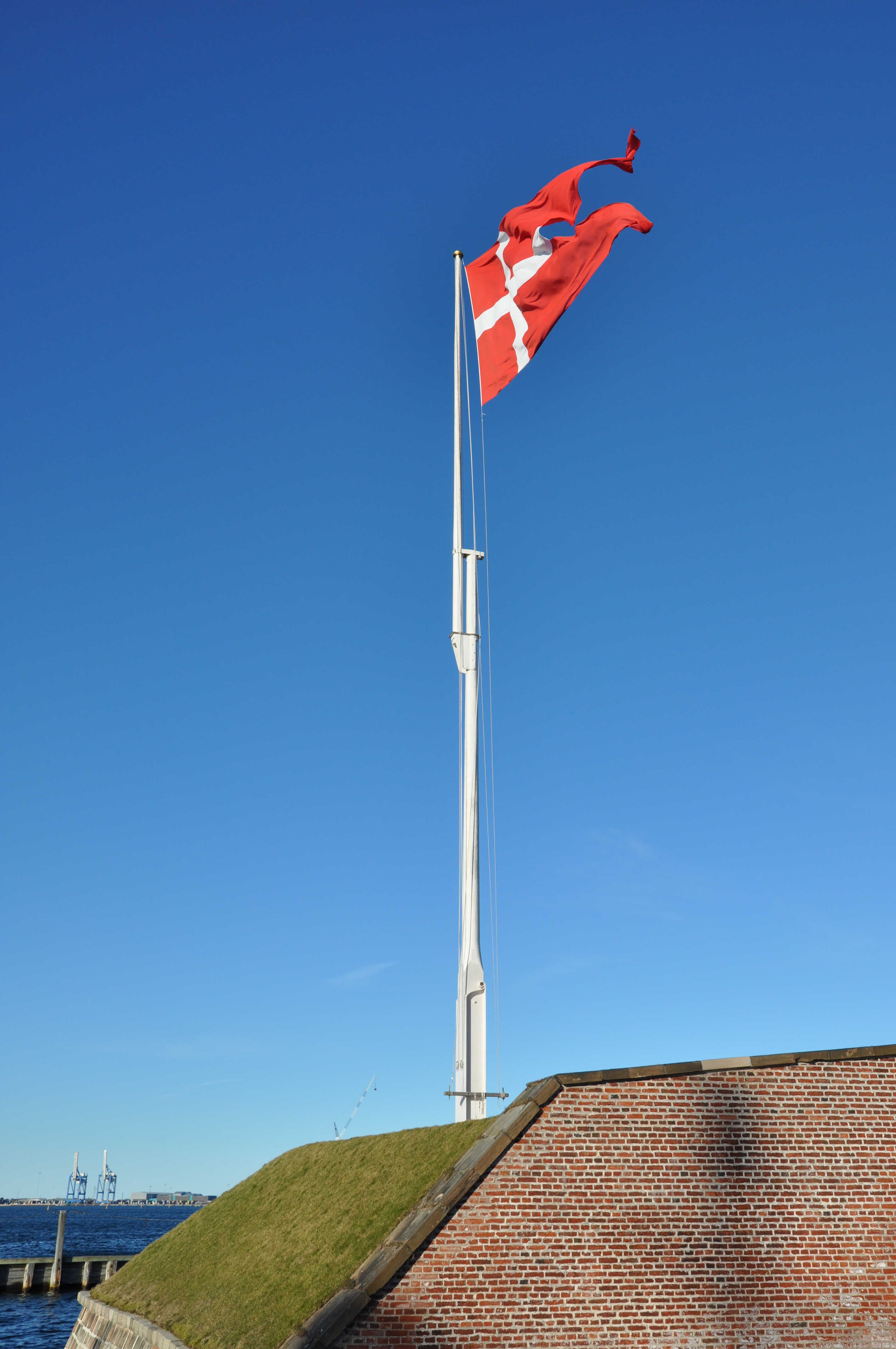
Rigets Flag auf der Sixtus-Bastion

Rigets Flag (deutsch Flagge des Reiches) ist eine Dannebrog-Flagge mit Schwalbenschwanz und wird als offizielles Symbol für die staatliche Souveränität des Königreichs Dänemark gehisst, seit 1788 auf der Sixtus-Bastion im Hafen von Kopenhagen.

## Geschichte
Bis 1784 wehte Rigets Flag auf einer Flaggenbastion von Schloss Kronborg am Öresund. Ausländische Schiffe salutierten beim Passieren. Mit der Übersiedlung des königlichen Hofes nach Kopenhagen sollte sie auf dem Kastell von Kopenhagen gehisst werden. Es ergaben sich jedoch Probleme bei der Durchführung. Auch war die Flagge von Seeseite nur schwer sichtbar.
Mit Königlichem Erlass vom 16. Juni 1788 wurde ein neuer Standort auf der Sixtus-Bastion auf Nyholm bestimmt. Am 15. August 1788 wurde Rigets Flag hier erstmals gehisst. Gleichzeitig trat eine eigene Beflaggungsordnung in Kraft. Die ursprüngliche Platzierung im Nordosten der Bastion wurde 1938 aufgegeben, weil die Werftanlagen auf Refshaleø die Sichtbarkeit einschränkten. Am 2. April 1938 wehte die Flagge erstmals an ihrem heutigen Standort. Bastion, Flaggenmast und Salutkanonen wurden 2011 gründlich saniert.
Bei der Selbstversenkung der dänischen Flotte am 29. August 1943 wurde Rigets Flag durch Marinesoldaten eingeholt. Erst am Tag der Befreiung von der deutschen Besatzung am 5. Mai 1945 wurde sie wieder aufgezogen.

## Protokoll
Das Protokoll weicht von den gewöhnlichen Regeln für den Gebrauch der dänischen Flagge ab. Sie wird gehisst zu 8 Uhr am Morgen oder erst zu Sonnenaufgang, sofern dieser nach 8 Uhr stattfindet. Zum Sonnenuntergang, gleich welcher Uhrzeit, wird die Flagge eingeholt. Ein einzelner Salutschuss begleitet das Hissen und das Einholen.

### Trauerbeflaggung
Trauerbeflaggung auf halbmast erfolgt regelmäßig nur an Karfreitag und beim Tod des regierenden Monarchen, also nicht am 9. April, dem Tag der deutschen Invasion 1940. 
In Ausnahmefällen ordnete der König bzw. die Königin Trauerbeflaggung an:
- Christian X. wegen der erzwungenen Auslieferung von sechs Torpedobooten an Hitler-Deutschland am 5. Februar 1941
- Margrethe II. 1996 zu Ehren von Admiral Hans Jørgen Garde und seinen Mitreisenden, die bei einem Flugzeugabsturz auf den Färöern ums Leben gekommen waren.